# BT Group
BT Group plc (ou British Telecom, BT, Bolsa de Valores de Londres: BT.A, NYSE: BT) é uma empresa de telecomunicação britânica com operações em mais de 170 países. Fundada em 1846 como The Electric Telegraph Company a BT registrou em 2010 receita superior a £20,9 bilhões, resultado do trabalho de 101 mil funcionários.

## British Telecom

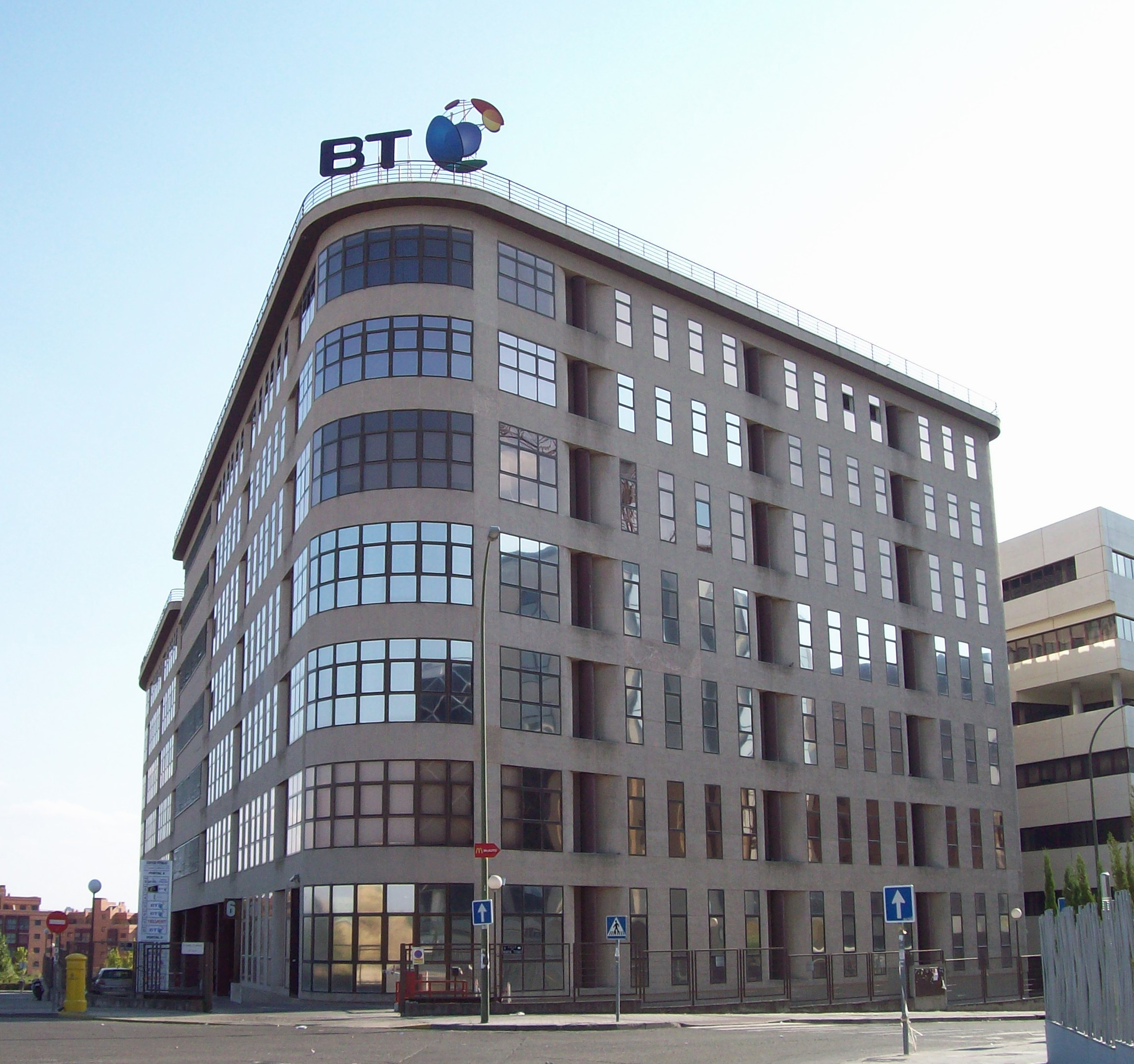
Edifício BT em Madrid (Espanha).

A British Telecom (BT) é uma provedora global de serviços integrados de TI e telecomunicações fornecendo soluções convergentes para milhares de organizações em mais de 170 países. Além das fronteiras do Reino Unido, a BT oferece um portfólio de soluções exclusivamente dedicadas ao segmento corporativo que abrange quatro áreas de atuação:
- Redes: MPLS, soluções de mobilidade, acesso à internet, acesso banda larga via satélite, aceleração e otimização de WAN e soluções de transmissão de áudio e vídeo

- Datacenter & TI: Datacenter Virtual, hospedagem, collocation, armazenamento em nuvem, business continuity, servidores virtualizados e serviços de segurança

- Comunicações Unificadas: Telepresença, audioconferência, videoconferência, telefonia fixa comutada, telefonia IP e serviços para contact centers

- Professional Services: consultoria, gestão de projetos e serviços gerenciados.[2]

## Clientes
Empresas como Unilever, Correios, Petrobras, Procter & Gamble, AmBev, Fiat e Caixa Econômica Federal são alguns dos clientes da BT no Brasil e no mundo.